# هوفا
هوفا (انگلیسی: Hoffa) فیلمی در ژانر زندگینامه‌ای و درام محصول مشترک فرانسه و آمریکا نوشتهٔ دیوید مامیت و به کارگردانی دنی دویتو است که در سال ۱۹۹۲ میلادی منتشر شد.
هوفا در شصت و پنجمین دورهٔ اسکار برای دو جایزهٔ بهترین فیلمبرداری و بهترین گریم و آرایش مو نامزد شد. همچنین در گلدن گلوب نامزد جایزهٔ بهترین بازیگر مرد و تمشک طلایی شد.

## خلاصه داستان
جیمی هافا (جک نیکلسون) یکی از رهبران اتحادیه‌های کارگری است که در دوران بحران اقتصادی دههٔ ۱۹۳۰، تبدیل به یکی از چهره‌های جنجالی می‌شود. او به‌طور علنی با «خاندان کندی» مبارزه می‌کند و دههٔ ۱۹۶۰ میلادی زندانی می‌شود. بعدتر در دوران «نیکسون» بخشیده می‌شود و به طرز اسرارآمیز و مشکوکی می‌میرد.

## بازیگران
- جک نیکلسون
- دنی دویتو
- آرماند آسانته
- جی تی والش
- جان سی ریلی
- فرانک ویلی
- رابرت پروسکی
- پل گویلفویل
- تیم برتون
- کلیف گورمن